# Cartoons on the Bay
Cartoons on the Bay è un festival internazionale che si svolge in Italia dedicato all'animazione televisiva, cinematografica  e cross-mediale, fondato nel 1995 da Gianpaolo Sodano, che ne fu il primo presidente. Il suo scopo è di promuovere l'attività di autori e produttori di tutto il mondo, offrendo un'opportunità di incontro con compratori, distributori e responsabili televisivi. È organizzato dall'editore Rai, in collaborazione con Rai Fiction e con il contributo di Rai Cinema.

## Storia
Nelle prime due edizioni (1996 e 1997) la sede del festival è stata ad Amalfi, nella costiera amalfitana (a cui si riferisce la baia citata nel nome del festival).
Dopo un anno sabbatico, nel 1999 la manifestazione è ripresa a Positano.
Nel 2007 e 2008 Cartoons on the Bay si è svolta a Salerno, mentre dal 2009 si è svolta in Liguria, a Rapallo, Santa Margherita Ligure e quindi a Portofino.
Diretto per dodici edizioni da Alfio Bastiancich, dal 2009 è diretto da Roberto Genovesi che, attraverso due nuove categorie in concorso e una serie di innovazioni editoriali, lo ha trasformato in un festival dell'animazione multimediale valorizzandone il rapporto con i mercati internazionali e i nuovi scenari dell'interattività. In quest'ottica, nel 2009 Cartoons on the Bay ha premiato alla carriera Yoshiyuki Tomino (il padre di Gundam) e Talus Taylor (creatore dei Barbapapà). Nel 2010 i premi alla carriera sono andati a Don Bluth e Guido Manuli. Nel 2011 il Pulcinella Award alla carriera è andato a Mauricio de Sousa e Warren Spector. Nella medesima edizione è stato istituito anche il Pulcinella Special Award: il primo a riceverlo è stato Carlos Saldanha, regista de L'era glaciale 2, L'era glaciale 3 e Rio. Nel 2012 il premio alla carriera è andato a Enzo D'Alò e Ian Livingstone.
Dopo un anno di pausa, per l'edizione 2014 la manifestazione si è spostata a Venezia, mentre nel 2017 si è trasferita a Torino. Nel 2018 il Pulcinella Award nella categoria "TV Series +12" è stato assegnato alla serie animata francese The Crumpets.
L'edizione 2020 è stata realizzata per la prima volta interamente in digitale e trasmessa sulla piattaforma RaiPlay.

## Categorie
Nelle sue diverse sezioni sono chiamati a partecipare opere di animazione di qualsiasi nazionalità che soddisfino la definizione della Association Internationale du Film d'Animation, e, dal 2009, non solo realizzate per la televisione: serie, piloti di serie, speciali e cortometraggi ma anche animazioni interattive e progetti crossmediali.
Le categorie competitive sono:
- Serie TV Preschool (2-4 anni)
- Serie TV Upper-Preschool (4-6 anni)
- Serie TV Kids (7-12 anni)
- Serie TV New Adults (13+ anni)
- Piloti di Serie TV
- Cortometraggi
- Lungometraggi
- Serie TV Live-Action e/o Ibridi
- Opere di Animazione interattiva (Videogiochi)

Per ciascuna, una giuria internazionale individua le opere migliori che sono premiate con i Pulcinella Award.
Nel 2009, Cartoons on the Bay ha istituito gli Arlecchino Award, per le opere d'animazione tratte da libri e videogiochi.
Sono poi assegnati dei Gran Premi al personaggio dell'anno, alla serie dell'anno e al programma europeo dell'anno.

## Premi
- Francesco Tullio Altan per il miglior personaggio con Pimpa - Le nuove avventure (diretta da Enzo D'Alò)
- Renato e Georges Lacroix per la serie in computer animation Insektors
- Bruno Bozzetto con il "pilota" della serie La famiglia Spaghetti
- Graham Ralph per The Forgotten Toys
- Eva Almos con la serie Duckman

## Albo d'oro
- Serie Preschool
  - 2018: Ernest and Célestine, The Collection, prodotta da Folivari e Mélusine Productions
  - 2019: Becca's Bunch, di Alan Shannon per Jam Media
  - 2020: Lupin’s Tales, prodotta da Xilam Animation, Maga animation studio e Rai Ragazzi
  - 2021: The Game Catchers, prodotta da Rai Ragazzi e Studio Bozzetto
- Serie Kids
  - 2018: Pipas & Douglas, prodotta da Hari Productions
  - 2019: Arthur and the children of the round table, di Jean-Luc François per Blue Spirit Productions
  - 2020: Urban Legends, prodotto da KecskemŽtÞlm Kft.
  - 2021: Gigablaster, prodotto da Gloob, Copa Studio, Estricnina Desenhos Animados
- Serie Upper Preschool
  - 2018: Les Crumpets, prodotta dalla 4.21 Productions
  - 2019: Gigantosaurus, di Olivier Lelardoux per Cyber Group Studios (in collaborazione con Rai Ragazzi)
  - 2020: Topo Gigio, prodotta da Topo Gigio Srl, Movimenti Production Srl e Rai Ragazzi
  - 2021: Nina & Olga, prodotta da Rai Ragazzi, Enanimation, Mondo Tv Producciones Canarias
- Interactive media
  - 2018: Cuphead, realizzato da Studio MDHR
  - 2019: Detroit: Become Human, realizzato da Quantic Dream
  - 2020: Death Stranding, realizzato da Kojima Productions Co.
  - 2021: Little Nightmares 2, realizzato da Tarsier Studios
- Live action/Hybrid
  - 2018: The Papernauts
  - 2019: Jams, di Alessandro Celli, prodotta da Rai Ragazzi e Stand By Me
  - 2020: Endlings, prodotta da Sinking Ship Entertainment
  - 2021: Whatsanna, prodotta da KidsMe Srl
- Tv pilots
  - 2018: Mumfie, prodotto da Zodiak Kids, Rai Ragazzi e Animoka.
  - 2019: Freek Quartier, prodotto da Grid Animation
  - 2020: We are family, prodotto da TeamTO
  - 2021: AquaTeam - Sea Adventure, prodotto da Rai e GraFFiti Creative
- Short film
  - 2018: Tweet-tweet, di Zhanna Bekmambetova
  - 2019: The Fox, di Sadegh Javadi per Iran-Documentary & Experimental Film Center
  - 2020: The Snail and the whale, prodotto da Magic Light Pictures
  - 2021: Mila, prodotto da Rai Ragazzi, Pixel Cartoon, IbiscusMedia, Cinesite, Aniventure
- Animated feature film
  - 2018: La tartaruga rossa, Di Michael Durok De Witt e prodotto da Studio Ghibli, Wild Bunch e Why Not Productions
  - 2019: Mirai, di Mamoru Hosoda e prodotto da Studio Chizu
  - 2020: La famosa invasione degli Orsi in Sicilia, prodotto da Indigo Film srl, Prima Linea Productions, Rai Cinema e PathŽ Films
  - 2021: The Wolfwalkers[3][4], di Tomm Moore e Ross Stewart e prodotto da Cartoon Saloon
- Miglior VR Cartoon[5]
  - 2018: Là Camila, di Jak Wilmot[6]
- Miglior regia
  - 2020: Zabou Breitman ed Eléa Gobbé-Mévellec per Les Hirondelles de Kabul (Les armateurs)
  - 2021: Trash (Al One)
- Miglior sceneggiatura
  - 2020: Buñuel - Nel labirinto delle tartarughe (Sygnatia Sl)
  - 2021: Felix and the Treasure of Morgäa (10th Ave Productions)
- Miglior animazione
  - 2020: Artic - Un'avventura glaciale (Ambi Media Group)
  - 2021: Absolute Denial (Bridge Way Films, Absolute Denial Films)
- Miglior colonna sonora
  - 2020: Lava (Crudo Films)
  - 2021: Yaya and Lennie - The Walking Liberty (Mad Entertainment, Rai Cinema)
- Pulcinella Ciak d'Oro
  - 2020: Lava (Crudo Films).
- Pulcinella Award alla Carriera
  - 2009: Yoshiyuki Tomino e Talus Taylor
  - 2010: Don Bluth e Guido Manuli
  - 2011: Mauricio de Sousa e Warren Spector
  - 2012: Enzo D'Alò e Ian Livingstone
  - 2020: Altan
- Pulcinella Special Award
  - 2011: Carlos Saldanha
- Unicef Award
  - 2020: Lampadino e Caramella nel magico regno degli Zampa, prodotto da Animundi Srl e Rai Ragazzi
  - 2021: Only a Child, prodotto da Amka Films Productions
- Migrarti Awards
  - 2020: Dreams in the depths, prodotto dall'iraniana Hozeye honari Kurdestan of Traovince
- Premio Sergio Bonelli
  - 2022: Carlos Grangel e Strappare lungo i bordi
- Hall of Fame
  - 2020: Guido Manuli e Don Bluth
  - 2021: Fusako Yusaki

## Sedi
- Amalfi (1996-1997)
- Positano (1999-2006)
- Salerno (2007-2008)
- Rapallo (2009-2012), Santa Margherita Ligure (2009-2011) e Portofino (2009-2011)
- Venezia (2014-2016)
- Torino (2017-2019)
- Solo online causa pandemia (2020)
- L'Aquila e online[7] (2021)
- Pescara (designata originariamente per ospitare l'edizione 2020[8], poi trasmessa esclusivamente online su RaiPlay a causa della pandemia di COVID-19 in Italia[9], è slittata poi all'edizione 2022)[10] (2022- )